# Episodi di The Mentalist (seconda stagione)
La seconda stagione della serie televisiva statunitense The Mentalist è andata in onda negli Stati Uniti d'America ogni giovedì dal 24 settembre 2009 al 20 maggio 2010 sul canale statunitense CBS, ottenendo un'audience media di 15.368.000 telespettatori, risultando così una delle serie tv più seguite della stagione televisiva statunitense..
In Italia, la seconda stagione è stata trasmessa in prima visione assoluta dal 1º aprile 2010 al 17 giugno 2010, su Joi di Mediaset Premium.
In chiaro, la seconda stagione è stata trasmessa dal 9 settembre 2010, su Italia 1.
Nella Svizzera italiana è stata trasmessa dal 25 agosto al 18 novembre 2010 su RSI LA1 con un doppio episodio a serata.
| nº | Titolo originale         | Titolo italiano             | Prima TV USA      | Prima TV Italia |
| -- | ------------------------ | --------------------------- | ----------------- | --------------- |
| 1  | Redemption               | Conto in rosso              | 24 settembre 2009 | 1º aprile 2010  |
| 2  | The Scarlet Letter       | La lettera rosso scarlatto  | 1º ottobre 2009   | 1º aprile 2010  |
| 3  | Red Badge                | Distintivo rosso            | 8 ottobre 2009    | 8 aprile 2010   |
| 4  | Red Menace               | Minaccia rossa              | 15 ottobre 2009   | 8 aprile 2010   |
| 5  | Red Scare                | Rosso paura                 | 29 ottobre 2009   | 15 aprile 2010  |
| 6  | Black Gold and Red Blood | Oro nero e rosso sangue     | 5 novembre 2009   | 15 aprile 2010  |
| 7  | Red Bulls                | Rapimento rosso sangue      | 12 novembre 2009  | 22 aprile 2010  |
| 8  | His Red Right Hand       | Il ritorno di John il Rosso | 19 novembre 2009  | 22 aprile 2010  |
| 9  | A Price Above Rubies     | Rosso rubino                | 10 dicembre 2009  | 29 aprile 2010  |
| 10 | Throwing Fire            | Un lancio rosso fuoco       | 17 dicembre 2009  | 29 aprile 2010  |
| 11 | Rose-Colored Glasses     | Rosso per la vergogna       | 14 gennaio 2010   | 6 maggio 2010   |
| 12 | Bleeding Heart           | Rosso d'amore               | 21 gennaio 2010   | 6 maggio 2010   |
| 13 | Redline                  | Linea rossa                 | 4 febbraio 2010   | 13 maggio 2010  |
| 14 | Blood In, Blood Out      | Patto rosso sangue          | 11 febbraio 2010  | 13 maggio 2010  |
| 15 | Red Herring              | Una gara rosso piccante     | 4 marzo 2010      | 20 maggio 2010  |
| 16 | Code Red                 | Codice rosso                | 11 marzo 2010     | 20 maggio 2010  |
| 17 | The Red Box              | La scatola rossa            | 1º aprile 2010    | 27 maggio 2010  |
| 18 | Aingavite Baa            | Acqua rossa                 | 8 aprile 2010     | 27 maggio 2010  |
| 19 | Blood Money              | Soldi rosso sangue          | 22 aprile 2010    | 3 giugno 2010   |
| 20 | Red All Over             | G-rosso intrigo             | 29 aprile 2010    | 3 giugno 2010   |
| 21 | 18-5-4                   | Il clown dal naso rosso     | 6 maggio 2010     | 10 giugno 2010  |
| 22 | Red Letter               | Una vecchia fiamma... rossa | 13 maggio 2010    | 10 giugno 2010  |
| 23 | Red Sky in the Morning   | Risvegli in rosso           | 20 maggio 2010    | 17 giugno 2010  |

## Conto in rosso
- Titolo originale: Redemption
- Diretto da: Chris Long
- Scritto da: Bruno Heller

### Trama
Lisbon e Jane indagano su un caso di omicidio in un centro commerciale di Sacramento. Il consulente del CBI, sfidato da un agente di polizia, prima fornisce una descrizione dettagliata della vita della vittima e poi, parlando con i testimoni, riesce a risolvere il caso in pochi minuti. Nonostante ciò l'assassino tenta la fuga, ma viene freddato dagli agenti presenti sul posto. Ritornati al CBI, Lisbon e Jane vengono convocati da Minelli, che li vede profondamente cambiati dal caso Tanner e non li ritiene più in grado di seguire le indagini su John il Rosso, Lisbon infatti è più tollerante nei metodi del consulente. Minelli decide quindi di affidare il caso al detective Sam Bosco. Jane, non avendo più motivo di restare, decide inizialmente di lasciare il CBI per poi ripensarci quando la squadra viene chiamata per un caso d'omicidio. Il mentalista vuole comunque essere tenuto al corrente delle questioni legate a John il Rosso, ma Bosco gli fa capire che non gli fornirà alcuna informazione. Jane ritorna a indagare sul caso in corso e, operando sempre all'oscuro di Lisbon e facendosi accompagnare da Cho e Rigsby, aspetta che il killer finisca nella sua trappola. Si scopre che Monica Dunninger, la vittima, si era data alla fuga dopo essersi presa la colpa di aver rubato un milione di dollari da una società in cambio di cure mediche per il figlio gravemente malato. Quando quest'ultimo era riuscito a guarire, la donna avrebbe voluto rientrare in famiglia, ma il vero colpevole ovviamente non era d'accordo. L'omicida viene smascherato grazie alla prova trovata da Rigsby grazie all'intuito di Jane. Infine, il mentalista decide di carpire le informazioni di Bosco su John il Rosso con altri metodi.

## La lettera rosso scarlatto
- Titolo originale: The Scarlet Letter
- Diretto da: Chris Long
- Scritto da: Bruno Heller

### Trama
Kristen Marlein, che lavorava per una senatrice, viene ritrovata morta sotto un ponte. Jane nota che alla donna è stata sottratta una scarpa e questo escluderebbe il suicidio. La polizia scopre che la Marlein potrebbe aver avuto una relazione con il marito della senatrice e quindi Lisbon e Jane si recano a parlare con Melinda Batson e con suo marito, ma i due negano tutto. Ritornati al quartier generale, Jane invita Van Pelt a trovare informazioni sulla relazione segreta della Marlein nella sua stanza e in particolare nel suo portagioie. Successivamente il mentalista cerca di ottenere le nuove informazioni che il detective Bosco ha ricevuto su John il Rosso, ma invano. Cho e Rigsby si recano dalla matrigna di Marlein, Charlotte, in cerca di informazioni sul figlio Harlan che ha commesso diversi crimini. La donna dice di non sapere dov'è, ma i due agenti lo trovano nascosto nell'abitazione e lo arrestano. Portato al CBI, il sospettato viene interrogato da Van Pelt mentre Cho e Rigsby forzano la sua auto e trovano la scarpa mancante della vittima dentro il bagagliaio. Harlan viene quindi incriminato, ma Jane è convinto che sia stato incastrato e convince Lisbon a liberarlo. Il mentalista si reca a parlare con il padre della senatrice, riuscendo a scoprire che è con lui che Marlein aveva una relazione. Contro le previsioni di Jane, Van Pelt rivela che il portagioie non contiene alcunché; insospettitosi, il consulente nota un finto uomo delle pulizie che si aggira per il commissariato: è stato lui, infatti, a svuotare il portagioie della Marlein e a mettere la scarpa nell'auto di Harlan. L'impostore riesce a prendere in ostaggio Jane e ordina a Lisbon di gettare l'arma e di ammanettarsi alla porta del suo ufficio. Proprio mentre sta per portare Jane fuori dall'edificio, il malvivente viene sorpreso da un agente che sta facendo un giro di ispezione e cerca di scappare da solo ma, dopo essere entrato in auto, viene centrato da un'altra vettura in corsa e muore sul colpo. Il finto uomo delle pulizie viene poi identificato come un detective privato assunto dal colpevole per ostacolare l'indagine del CBI. Vengono quindi chiamati i principali sospettati e, tra questi, vi è il killer, che confessa l'omicidio. Jane finge di prendere distanza da Bosco e dall'indagine su John il Rosso: in realtà, piazza una cimice sotto la sua scrivania per poter ascoltare le nuove informazioni che il detective ha raccolto sul serial killer.

## Distintivo rosso
- Titolo originale: Red Badge
- Diretto da: Chris Long
- Scritto da: Bruno Heller

### Trama
Dopo il "caso Tanner", Teresa Lisbon è costretta ad effettuare alcune sedute con lo psicologo del CBI, Roy Carmen, ma la donna non si trova a proprio agio a parlare del suo passato. Una chiamata anonima informa il CBI che c'è stato un omicidio in un vicolo di Sacramento: la vittima è William MacTear, un pedofilo che Teresa aveva incarcerato quando era ancora un'agente a San Francisco agli ordini di Sam Bosco. La squadra si divide: Jane e Van Pelt interrogano la fidanzata di MacTear, Rigsby va a incontrare gli amici di MacTear che si sono trasferiti da San Francisco a Sacramento mentre Lisbon e Cho si recano dal vice-procuratore. A casa della fidanzata di MacTear, Jane e Van Pelt scoprono che la donna ha un fratello, David Charles, e una figlia piccola e che quindi MacTear poteva avere un valido motivo per rimanere in quella casa. Sorprendentemente le analisi effettuate sull'arma del delitto rivelano che a sparare è stata Lisbon. Per evitare un conflitto di interessi, il caso viene ceduto a Bosco che procede a un primo interrogatorio a Lisbon mentre Cho e Van Pelt si recano dall'ex capo di MacTear. Qui i due scoprono che MacTear aveva litigato con un collega sul posto di lavoro, David "Dog" Charles. La seconda persona interrogata da Bosco è il padre dell'ultima vittima di MacTear prima dell'arresto, che aveva giurato di uccidere il pedofilo a qualsiasi costo. L'uomo accusa Lisbon di aver tardato ad effettuare l'arresto causando la violenza sulla figlia. Lisbon non riesce a ricordare cosa ha fatto la sera del delitto e decide di sottoporsi alla macchina della verità: il poligrafo dà risultati molto negativi, costringendo il capitano Minelli a sollevare la donna dall'incarico con effetto immediato. Disperata, Lisbon chiede a Jane di farsi ipnotizzare, ma il mentalista non riesce a farle ricordare l'accaduto. Cho e Rigsby tendono una trappola a David Charles per interrogarlo: egli rivela di esser stato pagato $ 10.000 per far ubriacare MacTear e portarlo nel vicolo. Dopo aver rivelato le informazioni a Bosco, questi ringrazia i due agenti, ma decide comunque di non reintegrare Lisbon sul caso. La donna reagisce violentemente alla notizia e, entrata nel proprio ufficio, decide di scagliare una sedia contro una delle vetrate, distruggendola completamente. Il CBI scopre che il killer di MacTear è stato pagato 2 milioni di dollari, ma il conto non è rintracciabile, essendo stato appena chiuso. Minelli decide di mandare Roy Carmen a casa di Lisbon per verificare il suo stato di salute: qui, lo psicologo fa un passo falso, rivelando un particolare della scena del crimine che solo l'assassino poteva conoscere. Jane si mostra e rivela che Lisbon aveva recitato per obbligare il colpevole a tradirsi. Carmen aveva costretto la detective a una seduta nel giorno dell'assassinio per prendere le sue impronte e drogarla con il lorazepam per non farle avere un alibi credibile. Carmen viene arrestato assieme al mandante dell'omicidio, Milton Howard, che aveva pagato Charles e Carmen per screditare l'agente Lisbon, coinvolta in primo piano e testimone principale del caso riguardante Howard, il quale aveva truffato diverse persone guadagnando intorno ai 100 milioni di dollari.

## Minaccia rossa
- Titolo originale: Red Menace
- Diretto da: Norberto Barba
- Scritto da: Leonard Dick

### Trama
Lisbon, Jane e Rigsby si recano a Deerfield: Gordon Hodge, avvocato difensore di una gang criminale, è morto al confine della città. Lisbon e Jane vanno a parlare con il capo della gang, Van McBride. Da qui capiscono che Hodge faceva uso di droga da un paio d'anni e che ormai era "uno della gang": beccato con un quantitativo pari a 120 grammi di droga viene accusato di possesso di stupefacenti da parte della polizia, ma viene rilasciato dal procuratore distrettuale per un vizio di forma. Nonostante i sospetti della squadra, il procuratore distrettuale non aveva fatto alcun patto con Hodge, la cui cauzione era stata pagata da McBride. Mettendo in giro la storia di un presunto informatore, il CBI costringe Costance/Diamond, la ragazza di McBride, a uscire allo scoperto: la ragazza da diversi mesi aveva una relazione con Hodge e la moglie era al corrente della relazione con l'amante, delle droghe e anche dei festini ai quali il coniuge prendeva parte. Rigsby e Cho, recatisi all'ufficio di Hodge, lo trovano a soqquadro e con il messaggio "Brucia all'Inferno". Interrogata da Cho, la Gutherie ammette di aver distrutto l'ufficio di Hodge e di aver lasciato quel messaggio; viene quindi rilasciata, ma messa sotto osservazione. Nella nottata, Cho e Rigsby sventano un assalto alla casa della Gutherie da parte della gang e, in seguito, Jane fa arrestare la Gutherie per mettere alle strette il vero omicida (il figlio della vittima, Lucas Hodge). Infine, su consiglio di Lisbon, Jane aiuta la Gutherie ad "aver un po' più di giustizia" mettendo i membri della gang contro il loro capo, McBride, reo di aver istigato e ucciso il fratello della Gutherie.

## Rosso paura
- Titolo originale: Red Scare
- Diretto da: Lesli Linka Glatter
- Scritto da: Ken Woodruff

### Trama
Jane e la squadra del CBI, assistiti dall'inesperto sceriffo Fisher, indagano sulla morte di Alan Foster, un architetto che ha appena acquistato villa Beckworth a Eagle Creek. Jane trova informazioni sul precedente proprietario, Walter Beckworth, un contrabbandiere di alcol che svolgeva sedute spiritiche per intrattenere e spaventare i suoi ospiti con trucchi da illusionista. Inoltre, nel 1928 era deceduto nello stesso modo in cui è morto Foster. Cho invece si reca dalla nipote di Walter Beckworth, Tori Abner, che aveva venduto la casa a Foster perché non poteva pagare le tasse della villa. Lisbon porta al CBI Jeb Haas, un ladro che ha rubato diversi attrezzi nella villa Beckworth alla stessa ora dell'omicidio e che ha inoltre evaso il fisco per diversi anni. Pensando di aver contrattato un accordo con Cho, Haas rivela di aver visto Lilian Foster nei pressi della villa Beckworth. Aiutato da Rigsby e da Van Pelt, Jane trova una seconda entrata alla villa mentre Lisbon e Cho spezzano una lite tra la Foster e la Abner. Quest'ultima, era andata a casa della Foster per chiederle se potesse affittare la villa, ma la Foster si rifiuta. Il consulente del CBI capisce l'indovinello che porta a un fantomatico "tesoro di Beckworth", raduna i principali sospettati dell'omicidio e inganna il killer, ponendo un secondo indovinello messo ad hoc da Patrick Jane stesso. L'omicida cade nella sua trappola e viene arrestato da Lisbon. La squadra brinda alla conclusione del caso bevendo il "tesoro di Beckworth", uno dei vini pregiati della vasta collezione che Beckworth possedeva nella propria cantina.

## Oro nero e rosso sangue
- Titolo originale: Black Gold and Red Blood
- Diretto da: Rod Hardy
- Scritto da: Bruno Heller

### Trama
Sutter Valley Meadow, un operaio di nome Kirby Hines viene trovato morto: la polizia locale ha contaminato la scena del crimine perciò il lavoro della scientifica è inutile. La squadra del CBI interrompe l'inizio di una rissa in una faida tra la famiglia Gerbens, cui era legata la vittima, e quella dei Luscoms, tra cui Theodore Luscoms, arrestato dal CBI. Ritornati a Sacramento, Bosco scopre la microspia che Jane aveva infilato di nascosto sotto la sua scrivania e lo fa arrestare. Interrogato da Bosco e da Minelli sotto gli occhi di un'inconsapevole Lisbon, Bosco decide di accusare Jane e il consulente del CBI finisce in prigione. Arrivato in galera, Jane può scegliere la custodia protettiva, che di solito viene data a poliziotti o a pedofili, ma il mentalista decide di non optare per questa scelta. Mentre Jane è in cella, le indagini della squadra di Lisbon proseguono: si scopre che la faida tra le due famiglie era nata quando un membro della famiglia Luscoms aveva rubato e venduto illegalmente dieci acri di terreno ai Gerbens. Ai tempi, il petrolio non aveva prezzi elevati perciò era sconveniente trivellare il terreno mentre attualmente quegli appezzamenti di terreno sembrano valere circa 60 milioni di dollari. Ted Gerbens inizia una causa verso i Luscoms, ma la perde. In prigione, Jane, grazie alla sua furbizia, riesce a fare una vita piuttosto agiata e Cho lo va a trovare per farsi aiutare nel caso. Jane riesce a far incarcerare Ronny Gerber, che scopre essere innocente. Durante la visita di Lisbon a Jane, Ronny Gerber riceve il padre; successivamente, con uno stratagemma ingegnoso l'ex consulente del CBI riesce a travestirsi da agente di polizia e a evadere dall'edificio. La mattina seguente, Minelli comunica a Lisbon che Jane è riuscito a evadere di prigione. Il mentalista si vuole recare a casa Gerbens, dov'è radunata la famiglia. Jane incastra il killer, dicendo che è in arrivo una pattuglia che sta andando a prenderlo mentre, in realtà, i poliziotti sono lì per lui e quindi gli agenti sono costretti ad arrestare sia l'assassino sia Jane, che viene sbattuto nuovamente in carcere. Sotto le pressioni della squadra e sotto quelle di Jane, Lisbon minaccia Bosco che se non lo lascerà uscire di prigione, la donna racconterà cosa è successo 8 anni prima. Bosco, temendo che la donna possa compromettere le due carriere, decide di assecondarla. Ritornato, Jane intuisce tutto e ringrazia Lisbon per averlo tirato fuori dai guai.

## Rapimento rosso sangue
- Titolo originale: Red Bulls
- Diretto da: Rod Hardy
- Scritto da: Bruno Heller

### Trama
Mentre la squadra del detective Bosco indaga sul rapimento di una ricca ereditiera californiana, Mya Westlake, la squadra di Lisbon è chiamata dal medico legale a recarsi in un edificio dove è stata segnalata la presenza di un cadavere. La squadra di Bosco viene indirizzata verso una casa che è la stessa dove sono stati inviati i colleghi che hanno effettivamente rinvenuto un cadavere mummificato vecchio dai tre ai cinque anni. Scoprono essere il corpo di Colin Hamyer. Cercando di evitare altri rischi simili, Minelli convoca i due capo squadra, Bosco e Lisbon, decidendo di far lavorare insieme entrambe le squadre sui casi Haymer e Westlake. A questo punto, radunati, Bosco fa il punto della situazione sul caso Westlake: Mya Westlake è stata rapita da ormai 38 ore. Mentre tornava da una mostra, i rapitori le hanno fatto andare fuori strada la macchina, hanno ucciso l'autista e, in seguito, l'hanno rapita. Detto ciò, ci si divide in due gruppetti: Bosco, Lisbon e Jane indagano sul caso Westlake mentre ai restanti vengono affidate le indagini sul caso Haymer.
La prima squadra si reca nella contea di Marin per parlare con i Westlake. A un certo punto, ai Westlake arriva una richiesta di riscatto: i rapitori vogliono 3,750 milioni di dollari altrimenti Mya Westlake verrà uccisa. Bosco intuisce che la mafia messicana ha qualcosa a che fare con il rapimento. Nel frattempo Jane scopre che il signor Westlake ha un piccolo traffico di droga: Jane, con lo scopo di trafugare informazioni dal file di John Il Rosso, chiede e ottiene di entrare nella squadra di Bosco mentre Lisbon ritorna al CBI per dedicarsi esclusivamente sul caso Haymer. Lisbon convoca l'ex ufficiale di polizia, a capo delle indagini del caso Haymer anni prima, e questi porta l'attuale capo squadra verso Diane Zaranski, la ragazza di Haymer. Bosco, "appoggiato" da Jane, va a chiedere a un suo informatore se la mafia messicana sia coinvolta ma lui risponde negativamente e i due sono costretti a ritornare al quartier generale. Rigsby, Van Pelt e Marlon Hicks (agente della squadra di Bosco) vanno a cercare un certo "Dizer", appartenente alla Crazy Hill gang, una banda di una decina di sequestratori di persone che aveva iniziato spacciando droga.
Arrivati nell'edificio, Van Pelt s'imbatte in una donna che finge di non conoscere nessun "Dizer" o "DZ". Distratti, Rigsby e Hicks abbassano la guardia e Van Pelt viene raggiunta da tre colpi di pistola sparati dalla donna. I due agenti inseguono la fuggiasca e, raggiunta, Rigsby la uccide mentre questa stava per freddare Hicks alle spalle. Van Pelt, salvatasi grazie al giubbotto antiproiettile, rimedia solo un paio di fratture alle costole. La killer risulta essere Diane Zaranski, nota criminale legata alla Crazy Hill gang come "Dizer" o "DZ" ed ex ragazza di Haymer. Nonostante Jane abbia un piano per salvare l'ostaggio, Bosco inizialmente si rifiuta di ascoltarlo ma in seguito lo asseconda: la recita guidata dal mentalista funziona perfettamente e il CBI riesce a incastrare il contatto che c'era tra la casa dei Westlake e la Crazy Hill gang, che era riuscita a piazzare una persona nell'abitazione.
Rintracciato il covo della setta, il CBI si reca in una casa di Oakland, dove sgomina la Crazy Hill gang e riesce a liberare Mya Westlake. A questo punto Bosco, seppur in modo contenuto, fa i suoi complimenti a Jane. Ritornati a Sacramento, Bosco prima parla con Lisbon, poi decide di passare a Jane dei fascicoli riguardanti il caso di John il Rosso da quando l'ha preso in mano lui, ma entrambi sanno che non è il file completo.

## Il ritorno di John il Rosso
- Titolo originale: His Red Right Hand
- Diretto da: David M. Barrett
- Scritto da: Tom Szentgyorgyi

### Trama
Lisbon convoca la squadra all'alba per un omicidio perpetrato in un cimitero, ai danni di un uomo di 50 anni. Appena arrivato, Jane viene contattato da Bosco. Aiutati dal coroner, si scopre che il cadavere nel cimitero è stato prima congelato poi messo in una determinata posizione nel cimitero. Ritornati al CBI, Lisbon, Jane, Cho e la segretaria di Bosco Rebecca Anderson, entrano negli uffici e trovano due agenti della squadra di Bosco brutalmente uccisi e lo stesso Bosco, ferito in gravissime condizioni. Quest'ultimo viene trasportato in ospedale. Sulla scena del crimine manca però l'agente Hicks che sembra scomparso. Jane insiste sul caso dell'uomo trovato al cimitero, poiché teme sia legato in qualche modo all'accaduto: le impronte lasciate al cimitero risultano appartenere a Towler Morning, medico del River Medical Plaza di Stockton. Jane si reca presso l'ufficio del medico e qui scopre il cadavere di Hicks mentre nella stanza risuona una sinfonia di Bach e in una parete è disegnato il simbolo di John il Rosso. Jane intuisce che probabilmente in passato John ha avuto un imprevisto negli omicidi di Janet e Carter Pick (le sue terza e quarta vittima), il cui medico era proprio Morning e Hicks stava controllando qualche informazione su di loro. Cho e Van Pelt scoprono che Bosco stava per ricevere alcune informazioni sul cadavere di Carter Pick che era stato rinvenuto una settimana prima tra le fondamenta di un centro commerciale nelle vicinanze di Stockton. Jane ritiene che la morte di Carter sia stato un imprevisto per John e quindi anche il suo primo vero errore. Jane e Cho pensano che sul cadavere ci siano delle prove e si recano all'obitorio per prelevarlo, ma il corpo è già stato portato via da un finto agente del CBI di nome Rojo. I due detective si fanno dare una descrizione del sospettato e scoprono che si tratta della segretaria di Bosco, Rebecca Anderson. La donna fingendo di fare visita a Bosco cerca di finirlo in ospedale, dove viene trovata e arrestata da Lisbon e Van Pelt. Portata al CBI, viene sottoposta all'interrogatorio di Jane: qui la Anderson spiega al mentalista che John ha deciso di sbarazzarsi della squadra di Bosco cosicché Jane potesse riprendersi il caso di John stesso. Mentre la Anderson viene portata verso la propria cella, viene urtata da un agente (che non viene mostrato in viso) e muore avvelenata. In ospedale, Bosco non supera le condizioni critiche e perisce anche lui, non prima aver parlato con Lisbon dicendo di amarla e poi con Jane dicendogli che una volta trovato John lo uccida e gli sussurra qualcosa nell'orecchio. A causa della perdita di un'intera squadra, Minelli decide di ritirarsi dal CBI e Jane ritorna in prima persona sul caso di John il Rosso, dopo aver detto a Lisbon che Bosco gli chiese di prendersi cura di lei.

## Rosso rubino
- Titolo originale: A Price Above Rubies
- Diretto da: Charles Beeson
- Scritto da: Eoghan Mahoney

### Trama
Al CBI occorrono finanziamenti e la squadra viene sponsorizzata dalla famiglia di gioiellieri Doverton a un evento per raccogliere fondi. Contemporaneamente, alla gioielleria Doverton & Company, un uomo è riuscito a introdursi nell'edificio, rubando diversi oggetti e scassinando una cassaforte: a un certo punto l'uomo è raggiunto da Carl Ward, marito della Signora Doverton, che viene ferito dal ladro, rimanendo in gravi condizioni. Investigando, Jane sospetta che Ward sia tra i complici del furto. In seguito, Van Pelt e Rigsby vanno a trovare Doyle Murphy, uno scassinatore di casseforti, ed entrando nella sua stanza lo trovano morto assieme alla pistola che ha ferito anche Ward. Jane interroga l'affittuario di Murphy e le indagini si indirizzano verso un certo Donald Culpepper, che ha commesso diversi crimini, tra i quali l'omicidio. Lisbon scopre che quella di Carl Ward è un'identità falsa, era già stato in prigione e aveva una ex moglie nel New Jersey: viene quindi convocata la Doverton, sua compagna. Culpepper viene interrogato nel CBI e qui dice di avere un forte credito nei confronti di Murphy e che gli aveva dato una pistola, quella delle due scene del crimine. Van Pelt scopre che Murphy era già entrato nella gioielleria e che aveva parlato con Tom Doverton, nipote della Signora Doverton, che viene quindi convocato al CBI. Recatisi alla clinica dove era stato ricoverato Murphy per curare la sua dipendenza dalla droga, Jane e Lisbon scoprono il collegamento tra i Doverton e Murphy: mentre quest'ultimo era nella clinica, George Doverton, l'altro nipote della Signora Doverton e fratello di Tom, era la sua "guida spirituale": infatti, anche lui era stato nella clinica a disintossicarsi. Quindi, i due vanno alla gioielleria a prendere George Doverton per portarlo al quartier generale: mentre stanno andando verso l'auto, George Doverton riceve una richiesta di riscatto per sua zia, la Signora Doverton. Arrivati al CBI, Jane mette all'opera l'ultima parte del suo piano, riuscendo a incastrare Tom Doverton e facendolo così arrestare.

## Un lancio rosso fuoco
- Titolo originale: Throwing Fire
- Diretto da: Martha Mitchell
- Scritto da: John Mankiewicz

### Trama
Artzenville, Sloop Academy. Il CBI indaga sulla morte di uno scout del baseball trovato assassinato nel suo giardino zen, Barney Sloop. A un certo punto, Jane viene colpito da una palla da baseball e sviene. Viene svelata parte della sua infanzia: Jane lavorava al circo assieme al padre, dove facevano dei numeri fingendosi sensitivi. Le prime indagini portano alla moglie Leslie Sloop, che aveva lasciato Barney da un anno. Rigsby scopre che l'assicurazione sulla vita di Sloop era di 20 milioni di dollari: Van Pelt e Rigbsy vanno a casa della Sloop, ma non la trovano. Ad Artzenville, Jane sviene nuovamente e, nel frattempo, Van Pelt e Rigsby trovano la Sloop al cimitero sulla tomba del figlio Michael, morto soffocato da un palloncino un anno prima. La donna si vuole suicidare, ma Van Pelt la ferma e le sottrae l'arma. La Sloop viene portata negli uffici del CBI, ma Jane opta per rilasciarla. In seguito, un altro flashback riporta all'infanzia di Jane: il padre ha ottenuto un incontro privato con una giovane paziente che sta per morire, non c'è alcuna possibilità che sopravviva ma il padre costringe Jane a stare al gioco. Un testimone, preso in custodia da Cho e da Jane, rivela che ha seguito parte della scena precedente il crimine: un giocatore aveva discusso in modo violento con Sloop, accusandolo di furto, ma si zittisce quando Sloop gli mostra dei documenti. Jane torna ad Artzenville prima del provino dei ragazzi, tranquillizzandoli sul fatto che nessuno di loro è accusato dell'omicidio di Sloop e incoraggiandoli a scegliere il meglio per se stessi per non rinunciare ai propri valori, nonostante il successo. Durante il provino, Jane costringe il killer a confessare.

## Rosso per la vergogna
- Titolo originale: Rose-Colored Glasses
- Diretto da: Dan Lerner
- Scritto da: Leonard Dick

### Trama
Il CBI viene chiamato per un duplice omicidio a Rancho Rosa e la squadra guidata da Lisbon inizia le indagini partendo dalla rimpatriata degli ex alunni della scuola superiore che frequentava Selby Vikers, essendo Selby e Jana Vikers le due vittime del delitto. Alla festa Jane riesce a scatenare una rissa. Van Pelt e Cho vanno a prendere Terence Badali, reo di aver minacciato i coniugi Vikers prima che questi morissero: Badali riesce a sopraffare Van Pelt ma Cho lo stordisce, arrestandolo e portandolo al CBI. Jane prosegue le sue indagini e ricorre anche al ricatto verso Rigsby quando questi si rifiuta di usare i "suoi metodi": se l'agente non li seguirà, il consulente si vedrà costretto a rivelare a Lisbon la relazione tra Van Pelt e lo stesso Rigsby. Il piano del mentalista è semplice: Rigsby deve far finta di essere Derek Logan, un ex studente che subì un umiliante scherzo 15 anni prima, mettendo in trappola l'omicida dei Vikers.

## Rosso d'amore
- Titolo originale: Bleeding Heart
- Diretto da: Norberto Barba
- Scritto da: Erika Green Swafford

### Trama
Martha Sinclair, PR del sindaco, viene trovata in una buca di un'area protetta che stava per essere edificata per far spazio al Granton complex, sponsorizzato dal sindaco. Preso in giro dal Capitano della polizia Donner, Jane lo ripaga con la sua stessa moneta. Ritornati in sede, si scopre che il reporter investigativo Mike Brewster è stato chiamato dalla responsabile ai rapporti coi media Brenda Shettrick, per risollevare il polverone mediatico formatosi attorno al CBI dopo la morte della squadra di Bosco. Lisbon e Jane si recano a Salter, nell'ufficio del sindaco, dove incontrano il primo cittadino Melba Walker Shannon e l'assistente Wilson. Qui hanno conferma dal sindaco che il capo degli attivisti ambientalisti, un certo Jasper, li ha minacciati pubblicamente dopo aver fatto diversi attentati eco-terroristici. Da un messaggio rubato dal consulente del CBI nell'ufficio del sindaco si risale ad Heaton Krupp, tra i finanziatori del progetto Granton complex. Mentre Rigsby e Cho vanno a parlare con Krupp, qualcuno incendia il camper in cui abita e i tre sono costretti a fuggire dal veicolo in fiamme. Ritornati al CBI, Jasper rapisce Jane, che ne intuisce l'identità. A seguito del rapimento, Cho e Rigsby interrogano un amico di Jasper e scoprono dove si trova la sua base. Circondato dalla polizia di Salter e dalla squadra di Lisbon, Jasper riesce a scappare e Jane viene liberato. Il consulente rivela la vera identità di Jasper: l'attivista in realtà è Wilson. Arrivati nell'abitazione di Wilson in mattinata, Cho, su ordine di Jane, arresta Mike Brewster, il reporter reo di aver ucciso la Sinclair, che era la sua compagna. In seguito i media nominano il caso come lo "scandalo della Central Valley" che porta in carcere tre individui: oltre a Mike Brewster, finiscono dietro le sbarre anche il sindaco Melba Walker Shannon, per corruzione e l'assistente del sindaco Wilson, per gli attentati eco-terroristici sotto lo pseudonimo di "Jasper". Il finale è concluso con l'ammissione da parte di Van Pelt e di Rigsby di avere una relazione: la Lisbon, unico membro della squadra a non esserne al corrente, decide di prendere provvedimenti nei confronti dei due sotto gli sguardi di Cho e di Jane.

## Linea rossa
- Titolo originale: Redline
- Diretto da: Bill D'Elia
- Scritto da: Jordan Harper

### Trama
Contea di Marin, Zenith Motors. Liselle Douglas, venditrice di auto di lusso, viene trovata morta nel bagagliaio di una Bentley. Arrivati sul posto, Jane e Cho escludono subito un primo sospettato. I due incominciano quindi gli interrogatori partendo dal miglior venditore del gruppo, James Kinsey, e dal suo capo, Oliver Westhoff. Lisbon convoca Van Pelt e Rigsby e gli comunica che uno dei due rimarrà nell'unità mentre l'altro verrà trasferito alla fine del caso. Dalla casa del fidanzato della vittima, Jeff Sparhawk, una stampa di valore porta al miliardario Walter Mashburn: al Catamaran Club, Lisbon e Jane vanno a trovare Mashburn, ma il colloquio è infruttuoso. Ritornati al CBI, Cho scopre che la Zenith Motors ha segnalato la scomparsa di una Ferrari mentre si deduce che la vittima è stata investita da una macchina. Alla Zenith Motors, Cho e Jane interrogano nuovamente Kinsey e Westhoff, scoprendo che l'auto è della moglie del discografico Noah Landau. Rigsby e Van Pelt si recano alla Call Out Records, nell'ufficio di Landau: il discografico aveva commissionato il furto dell'auto della moglie a Sparhawk perché aveva dimenticato della droga al suo interno e ciò avrebbe sicuramente causato l'allontanamento dalla custodia del proprio figlio. Mentre Jane va a parlare nuovamente con Mashburn, parte della squadra va a parlare con Sparhawk, trovandolo in uno stato alterato e con una spada in mano, mentre incoraggia gli agenti a sparargli. Lisbon lo convince a mettere giù l'arma e a consegnarsi al CBI. Nel frattempo Jane insiste nel convincere Mashburn che non è un ciarlatano: inizia presto il suo show, che si conclude guidando bendato una lussuosa e velocissima auto a fianco di Mashburn: sceso dalla vettura assieme a Mashburn, e con Cho che ha seguito tutta la scena, la macchina vola in un dirupo, andando distrutta, e così Jane deve comprare una nuova auto all'amico. Jane, Cho e Mashburn vanno alla Zenith Motors per acquistare un nuovo veicolo e qui Jane induce il killer a portarlo verso l'auto con la quale ha commesso il crimine. Lisbon decide di far finta di non sapere nulla della relazione tra Rigsby e Van Pelt, anche se i due durante le indagini hanno finito per litigare.

## Patto rosso sangue
- Titolo originale: Blood In, Blood Out
- Diretto da: John Polson
- Scritto da: Ken Woodruff

### Trama
Cho viene contattato dalla polizia di Oakland per un caso di omicidio: arrivato sul posto assieme a Jane, riconosce la vittima in David Seung, suo amico quand'erano entrambi nella gang dei Playboy di Even Park. L'unica prova del caso, un foglio pieno di codici, viene intascato da Jane. In seguito, la nonna di Seung fa visita a Cho negli uffici del CBI e la donna rivela che Seung aveva lasciato la gang dopo esser stato in prigione per dodici anni. Cho però non crede alle parole dell'anziana. Invogliato da Jane, l'agente si reca nuovamente assieme a lui nel suo quartiere, dove fa visita a due membri della gang. All'oscuro di Lisbon, Jane e Cho rimangono a Oakland e si recano presso un'impresa finanziaria: la Cedar Creek Equitis. Jane chiede più volte a Cho di andare a trovare KS, altro membro della gang che ha un conto in sospeso con Cho, ma quest'ultimo si rifiuta. In serata, l'agente viene aggredito in casa propria insieme alla fidanzata da due malviventi: la ragazza è costretta ad andare in ospedale mentre Cho è rimasto illeso. Con l'arrivo della polizia, Lisbon spiega all'agente come verranno divisi i compiti all'interno dell'unità per continuare l'indagine, ma Cho decide di intraprendere una violenta azione personale contro la gang. Cho, seguito dal curioso Jane, va a fare nuovamente visita nel negozio dei membri della gang, trovandone solo uno che però gli rivela dove si trova KS, nuovo obiettivo dell'agente. Intanto, su ordine di Lisbon, Van Pelt e Rigsby si recano a Oakland per parlare nuovamente con gli impiegati della Cedar Creek Equitis. Mentre Van Pelt e Rigsby interrogano il direttore Adam Reed, Cho s'infiltra furtivamente nella casa di KS e Jane rimane in macchina a riposarsi. Cho raggiunge KS e lo interroga a modo suo in una stanza chiusa, riuscendo a ottenere delle informazioni, mentre Jane viene raggiunto e catturato da un membro della gang: quando Cho esce dalla stanza puntando una pistola alla schiena di KS trova il consulente del CBI nella stessa situazione. Jane riesce a calmare la situazione e a uscire illeso dall'appartamento di KS assieme all'agente del CBI. In seguito Jane chiama Rigsby per farsi aiutare nelle indagini. La segretaria di Reed, Crystal, viene trovata da Van Pelt mentre fa uso di cocaina: viene arrestata e portata al CBI, dove dice che Reed usa droga, presa da Seung, e che abusa sessualmente di lei. Reed becca Seung a rubare e lo ricatta per farsi dare la droga tramite le sue conoscenze nella gang; viene anche svelata l'identità dei codici presenti nel foglio, ovvero password dei conti finanziari di alcuni dei clienti più ricchi della Cedar Creek Equitis. Ritornati per una terza e ultima volta negli uffici della Cedar Creek Equitis, Rigsby, Cho e Jane trovano Reed mentre fa uso di droga assieme a un'altra donna e lo arrestano: voleva far rubare a Seung i codici delle password per rivenderli. Nonostante questo, Cho ammanetta e preleva Reed, lo porta fuori dall'edificio, lo stordisce e, apparentemente, gli spara, il tutto mentre Jane e Rigsby lo inseguono supportati da un impiegato dell'azienda che stava facendo le pulizie. Arrivati all'esterno, trovano Cho e il presunto cadavere di Reed: Rigsby fa finta di sbarazzarsi del corpo mentre Cho e Jane incalzano l'impiegato e lo costringono a rivelarsi, arrestandolo. Negli uffici del CBI Reed tenta di intraprendere un'azione legale nei confronti di Cho, che lo aveva ripetutamente colpito pur sapendo che non era coinvolto nell'omicidio, ma il direttore dell'azienda finanziaria viene ricattato dalla squadra che trattiene un testimone, la sua stessa segretaria, che potrebbe mettere Reed in una grave posizione: quest'ultimo è quindi costretto a patteggiare con il procuratore. A Cho non rimane che fare le sue scuse alla nonna di Seung.

## Una gara rosso piccante
- Titolo originale: Red Herring
- Diretto da: Eric Laneuville
- Scritto da: David Appelbaum

### Trama
Westing Resort, Napa Valley. Durante una gara culinaria, lo chef Jeffrey Barge cade sbattendo la testa su un tavolo e muore: il medico legale crede sia morto a causa del colpo, ma Jane gli fa notare che è morto avvelenato. Il CBI viene chiamato a risolvere il caso dal vice-procuratore e gli interrogatori iniziano con il capo dell'istituto degli chef, gli altri chef, la moglie e il fratello di Barge. Arrivati nella stanza di Barge al Westing Resort, Jane scopre che la vittima, con problemi di alcol, era sobrio da due settimane ma aveva avuto una ricaduta e che dunque aveva una bottiglia di gin nascosta nella stanza, che in seguito risulterà avvelenato con la ricina, veleno estratto dai semi di ricino. Viene arrestata Hanna Diez, una degli chef concorrenti in gara che aveva regalato la bottiglia di gin a Barge a conoscenza della dipendenza dello chef e con lo scopo di annebbiarne le performances. Jane e Lisbon vanno a parlare al ristorante di Barge con sua moglie, Abigail, e il capo del ristorante, Elisa Green: in seguito Kevin Barge, il fratello della vittima, tenta di rubare dei soldi a Elisa Green ma viene fermato da Lisbon, che lo arresta. La squadra si divide: Van Pelt e Rigsby vanno a trovare Sean Horlick, uno strozzino, mentre Cho e Jane ritornano al ristorante di Barge per incontrare Elisa Green. Dal colloquio con Horlick si scopre che Barge aveva un'amante: Julia St. Jermaine che, arrestata, muore nella sala interrogatori, uccisa dalla ricina contenuta nel peperoncino piccante che la cuoca aveva ingerito durante il pasto. Con uno stratagemma, Jane riesce a speziare con il peperoncino la cena dell'istituto a cui sono invitati Jane stesso e Lisbon, costringendo l'assassino a rivelarsi pubblicamente.

## Codice rosso
- Titolo originale: Code Red
- Diretto da: John Showalter
- Scritto da: Bruno Heller

### Trama
Zitek Biosystems, Centro di Ricerca Los Corrados. La ricercatrice di armi chimiche Alicia Seberg si accorge che è stata aperta una fiala contenente il super virus sintetico "Cryptohansa B", un letale virus che attacca i globuli rossi e uccide qualsiasi soggetto contaminato nel giro di poche ore. Prima di morire, la Seberg riesce a contattare Jane per risalire al killer che ha aperto la fiala condannando a morte la Seberg stessa: Jane e Lisbon si recano quindi alla Zitek, venendo accolti da Dean Harken, burocrate del CDCA che conduce le indagini. Si scopre che l'assassino è riuscito a fuggire ed è immune al virus grazie a un antidoto e che le uniche persone autorizzate a entrare nella stanza sono la Seberg, Edmunds (marito della Seberg) e gli assistenti Welks, Nash e Tripp. Il campo si restringe a questi quattro sospettati, nonostante Harken ritenga che la Seberg abbia aperto lei stessa la fiala. Dall'interrogatorio dei tre assistenti, Jane scopre che la Seberg ha una relazione extra-coniugale, seppur con l'approvazione del marito. Successivamente, la Seberg riesce a mandare un ultimo messaggio alla figlia e al marito, prima di morire sotto gli occhi di questi due e sotto quelli di Jane. In conflitto con Harken, Jane ritorna nella sala dove vi è la stanza in cui è morta la Seberg e qui scopre involontariamente che chiunque, anche lui, poteva aprire la stanza contaminata. Viene arrestato Price, colui che era responsabile alla manutenzione del sistema che consente alla porta di aprirsi. Dopo ciò, viene aperta la camera decontaminata con un bagno di radiazioni; viene prelevato il cadavere della Seberg e vengono prelevate anche le cinque fiale di virus restanti. Inizia il piano di Jane: il mentalista parla con la Nash e la convince a scappare dall'edificio. Mentre Harken e gli altri si mettono alla ricerca della Nash, Jane piazza una "finta fiala" in una stanza dell'edificio, condannando tutti a un'apparente inevitabile fine. Harken decide di controllare il contenitore delle fiale: proprio mentre sta per scoprirne il contenuto, Jane distrae i presenti, sottraendo una delle fiale. Lisbon intuisce subito che si tratta di un trucco del consulente ma questi nega, distogliendo lo sguardo e traendo in inganno anche la Lisbon. Convocati tutti in un unico corridoio, viene comunicato che presto saranno tutti morti a causa del virus e che per ucciderlo definitivamente l'aviazione sgancerà delle bombe incendiarie. A questo punto, solo due persone sono sicure di sopravvivere: Jane, che ha inventato l'ingegnoso piano, e l'assassino, che ha già usato in precedenza l'antidoto ed è quindi immune dal virus e cercherà di scappare dall'edificio per sfuggire alle bombe incendiarie dell'aviazione. Dopo un'ultima disperata telefonata di Lisbon all'agente Cho, Jane decide di rivelare alla donna che è stata tutta una farsa e che nessuno sta per morire. L'assassino fugge dalla Zitek dove è atteso da Cho e da Rigsby: arrestato, il killer rivela che stava vendendo il virus a 300 000 dollari al grammo e, per evitare che dall'imminente ispezione di Harken si capisse che le fiale non erano completamente piene, ha volontariamente lasciato una fiala aperta nella stanza nella speranza che il malcapitato venisse accusato della sua stessa morte, come Harken aveva inizialmente fatto con la Seberg.

## La scatola rossa
- Titolo originale: The Red Box
- Diretto da: Chris Long
- Scritto da: John Mankiewicz

### Trama
Il comando del CBI è preso da Madeleine Hightower, in precedenza comandante dell'intelligence a Fresno. L'unità è chiamata a casa di Hopper Banks, una villa a Citrus Heights: la vittima è James Smithson, tutor di cittadinanza britannica. La squadra è accompagnata sulla scena da Victor Bandino, ex collega di Rigsby nella polizia di San Diego e ora nel personale della sicurezza aziendale. Secondo il suo curriculum, Smithson avrebbe frequentato Eton e Oxford, laureandosi in entrambe e lavorando in una prestigiosa scuola nella costa Est. Poco dopo si scopre che Smithson è vittima della sindrome di Lazzaro e viene ricoverato in ospedale. In seguito, Lisbon e Jane hanno un colloquio con Banks, sua figlia e la sua compagna. Van Pelt scopre che quella di Smithson è un'identità falsa: mentre Van Pelt e Rigsby vanno da Bandino, Cho e Jane interrogano i genitori dei ragazzi che frequentavano il tutor. Fra questi, spicca la signora Blankman, che aveva una relazione con Smithson. Dopo aver interrogato nuovamente Banks,Jane scopre che lui e Lisbon sono pedinati da un'altra vettura: è quella dell'ispettore Francis Slocombe dei servizi segreti britannici. Portato negli uffici del CBI, Slocombe comincia a parlare: Smithson è in realtà Oliver Stans, un ladro che nove mesi prima aveva rubato un anello di inestimabile valore dal British Museum e, scappato negli Stati Uniti, decise di cambiare nome. Slocombe afferma anche che un certo Louis Anglet, un corriere di merce rubata, possiede l'anello: Slocombe viene quindi portato in sala interrogatori dall'agente Ron mentre l'unità decide il da farsi. Arrivati in sala interrogatori, Lisbon e Cho trovano Ron stordito e senza la sua pistola mentre Slocombe è scomparso. Indagando su Slocombe, si scopre che è di Scotland Yard, ma che non fa parte del "caso Stans" e che, da quando l'anello è stato rubato, ha intrapreso un'azione personale. Rigsby e Van Pelt vanno al motel in cui alloggia, trovando un libro nascosto. Nel frattempo, Hightower si presenta alla squadra di Lisbon, convocando quest'ultima nel suo ufficio: Lisbon è costretta a tenere a bada Jane, altrimenti verrà cacciata dal CBI. In seguito Hightower mette in riga anche Jane, avvertendolo che al primo passo falso Lisbon è fuori dall'unità. Slocombe va a trovare Stone in ospedale, dove ad aspettarlo c'è il consulente del CBI, che ha già intuito tutto: l'ispettore è il padre di Stone. Rintracciato, Slocombe raggiunge Anglet e lo colpisce, venendo arrestato da Rigsby e da Cho. L'ispettore viene rispedito a Londra mentre Anglet, anch'egli arrestato, viene convinto da Jane che è stato imbrogliato dal venditore, che gli ha presumibilmente dato un falso di poco valore. Liberato dal CBI, Anglet trova Bandino, lo colpisce ripetutamente e gli punta un'arma contro, venendo nuovamente arrestato dal CBI; stessa sorte tocca all'ex poliziotto Bandino, che aveva organizzato la truffa per poi uccidere Stans quando questi aveva deciso di restituire l'anello al museo. L'ultima faccenda da sistemare per il nuovo capo del CBI è la vicenda sentimentale che lega Van Pelt e Rigsby: Hightower capisce che Lisbon ha fatto finta di niente e quindi decide di prendere provvedimenti in prima persona.

## Acqua rossa
- Titolo originale: Aingavite Baa
- Diretto da: Stephen Gyllenhaal
- Scritto da: Erika Green Swafford e Tom Szentgyorgyi

### Trama
Hightower cerca di spezzare la coppia formata da Van Pelt e Rigsby affidando un caso a Van Pelt e Cho: i due devono aiutare la narcotici a entrare in una fabbrica di droga. Mentre stanno per ritornare al CBI, i due trovano una donna che ha perso la memoria con una ferita alla testa provocata da un proiettile che non l'ha uccisa per poco. Entrati in una fattoria, la squadra fa la scoperta di un triplice omicidio. Hightower convoca Lisbon, Van Pelt e Rigsby: alla fine del caso, a meno che non tronchino il rapporto, uno dei due dovrà lasciare l'unità mentre Hightower avvisa Lisbon che a causa della sua "svista" verso la vicenda si prenderà una nota disciplinare. Dalle prime analisi, si scopre che le prime due vittime erano il bersaglio principale mentre le altre due sono capitate sulla scena del crimine per caso e sono state uccise sul momento. La squadra si divide: Jane e Lisbon indagano su Railton, la prima vittima, Van Pelt va a parlare con la donna che soffre di amnesia, mentre Cho e Rigsby indagano sui Lengam, le altre due vittime. Cho e Rigsby cercano di seguire le orme dei Lengam prendendo un sentiero in mezzo alla foresta. Durante il percorso, s'imbattono in una piantagione di marijuana e qui vengono attaccati con un mitra ma ne escono illesi. Ritornati alla riserva, Cho e Lisbon arrestano un poliziotto locale che veniva pagato $ 2.000 per tenere nascosta la piantagione. Al funerale di Railton, Jane riesce a catturare il killer con una trappola. Van Pelt decide di lasciare l'unità al posto di Rigsby.

## Soldi rosso sangue
- Titolo originale: Blood Money
- Diretto da: Ashley Gable
- Scritto da: Jordan Harper

### Trama
Dopo aver preso la decisione di lasciare la squadra, Van Pelt assolda un killer su commissione per assassinare Rigsby. Un flashback di 36 ore prima mostra l'intera squadra che si reca presso l'abitazione di Kelly Flower, assistente del procuratore distrettuale, ritrovata morta. Tra i casi ai quali stava lavorando la Flower spicca quello di un trafficante, che viene raggiunto e interrogato da Cho e da Van Pelt al porto di Sacramento, mentre Jane e Lisbon vanno a parlare con il marito della Flower: qui Jane scopre che Cale Sylvan, il responsabile alle ristrutturazione della casa dei Flower ha ucciso la donna. La squadra indaga su di lui e scopre che ha avuto diverse identità e che è legata a quattro diversi omicidi. Nonostante Lisbon, Rigsby e lo stesso Jane abbia capito che Sylvan è un serial killer, il CBI non può arrestarlo per mancanza di prove. Lisbon decide quindi di mandare Cho a sorvegliare la casa e Jane ne approfitta per andare con l'agente: sapendo che Sylvan è a conoscenza dell'appostamento dei due, il mentalista ne approfitta per entrare illegalmente nell'abitazione di Sylvan. Indagando ancora su Sylvan, Van Pelt e Rigsby scoprono che non è un serial killer, ma un sicario su commissione che lavora sotto il nome di Mr. Black. Si ritorna alla scena iniziale: Van Pelt sta convincendo il sicario ad accettare il lavoro e quando Sylvan gli mostra il video della sua uccisione nei confronti della Flower, l'unità lo circonda e lo arresta, ma Sylvan è convinto di salvarsi. Al Palazzo di Giustizia della Corte di Sacramento, durante il processo contro Sylvan, Jane interviene più volte spavaldamente, vedendosi costretto a pagare una multa di 2 000 dollari per oltraggio alla corte: a questo punto l'avvocato di Sylvan porta in un'aula una prova che condanna Jane, entrato illegalmente nell'abitazione di Sylvan e che ha quindi compromesso qualsiasi prova trovata nei confronti del sicario. Il giudice Hildred decide quindi di non incriminare Sylvan per mancanza di prove. Dopo essersi chiariti con l'avvocato Odenthal, Lisbon e Jane vengono convocati da Hightower, che decide di sospendere Lisbon per cinque giorni mentre ulteriori decisioni verranno prese dalla Professional Standard Unit (PSU). Prima di andarsene, Lisbon dà le ultime istruzioni alla squadra, della quale Cho è il nuovo capo. Jane decide di portare Cho nel bar che frequenta Sylvan e riesce ad avere un breve colloquio con il sicario: non riuscendo a concludere nulla, Cho, seccato dal comportamento del consulente, decide di tornare al quartier generale senza di lui. Controllando i conti di Sylvan la squadra, ormai priva di Lisbon, scopre che paga l'affitto di un secondo appartamento, quasi sicuramente il luogo dove rapisce e uccide le sue vittime. Dopo aver chiesto il mandato al giudice Hildred, la squadra si reca alla seconda abitazione di Sylvan e qui lo trova mentre sta per uccidere un'altra vittima. Il sicario viene arrestato mentre l'ostaggio è liberato da Rigsby: in serata, usciti dall'abitazione, Cho sta per essere colpito da un cecchino, Rigsby se ne accorge e lo salva in tempo, ma non riesce a evitare che il cecchino uccida Sylvan. In mattinata il cecchino si è ormai dileguato e la squadra trova otto cadaveri sepolti nei pressi dalla casa di Sylvan. Jane chiama Lisbon ed entrambi si recano al porto di Sacramento per andare nuovamente dai trafficanti. Il consulente del CBI intuisce che è la madre del trafficante a gestire tutta l'operazione e i due si fanno imprigionare in un container che viene spedito in Messico. Capendo che la pista dei trafficanti è sbagliata, Jane s'inventa un piano per incastrare il killer e si reca nuovamente nell'aula del Palazzo di Giustizia della Corte di Sacramento per incontrare il giudice Hildred e l'avvocato Odenthal. Jane irrompe in un'aula del tribunale e riesce a farsi arrestare, facendosi scarcerare su cauzione da Cho e ottenendo un processo in cui lui stesso è l'imputato, riuscendo ad avere il giudice Hildred e l'avvocato Odenthal nella stessa aula. Jane mette alle strette sia il giudice Hildred sia l'avvocato riuscendo a scoprire che Odenthal è il killer che aveva ingaggiato il sicario per uccidere la Flower e che lo stesso avvocato ha ucciso Sylvan da circa 180 metri usando un Remington 700, ritrovato a casa sua. Odenthal confessa: in tribunale era d'accordo con Sylvan, riuscì a scagionarlo e poi a ucciderlo quando questi stava per rivelare che Odenthal era nella lista dei clienti del sicario. Hightower convoca Lisbon e Jane per capire cosa sia successo, chiarendosi con i due e revocando la sospensione di Lisbon, mentre Jane deve pagare 16 000 dollari di multa alla Corte di Giustizia.

## G-rosso intrigo
- Titolo originale: Red All Over
- Diretto da: Roxann Dawson
- Scritto da: Carolyn Ingber

### Trama
Atherson, tenuta della famiglia Harrington. Si sta tenendo una festa per la promozione di Xander Harrington a direttore generale della Harrington Media, ma Xander arriva alla festa ormai morente. La prima sospettata è Eder Evans, una giornalista che ha rubato un file contenente una lista di persone che stavano per essere licenziate dalla società. La squadra si divide e interroga tutta la famiglia: dagli interrogatori si scopre che la Harrington Media stava per mandare in onda un'inchiesta su Visualize, una psicosetta di truffatori che fa il lavaggio del cervello ai propri adepti e il cui capo risponde al nome di Bret Stiles, fondatore della stessa. Jane e Cho si recano alla sede della Visualize, situata a Davis: qui vengono accolti da Steven Wench, noto anche come "fratello Steve", che li convince a proseguire le indagini verso gli Harrington. Alla Visualize, Jane incontra anche "fratello David", altro membro della setta. Mentre va a parlare con i membri della famiglia Harrington, Lisbon viene avvisata tramite un messaggio arrivato sul cellulare di Alex Harrington che c'è una bomba nella proprietà. Chiede l'aiuto di Jane per trovarla ma, una volta localizzata, un imprevisto costringe Lisbon ad agire d'impulso e l'agente riesce a disinnescare la bomba in qualche modo. Al CBI la squadra scopre che il messaggio è stato inviato da Elizabeth Stanfield, assistente di Sadie Harrington, che è tra gli adepti di Visualize. Il CBI ritorna da Stiles che decide a malincuore di rivelare dove si trova la Stanfield, ormai fuggita. La squadra si reca a casa di Ed Harrington, fratello della vittima, dove trova la Stanfield. Arrivato negli uffici del CBI per liberare suo figlio, Alex Harrington viene nuovamente minacciato apparentemente da Visualize, in realtà da Jane stesso con il cellulare della Stanfield. Harrington chiede il supporto dell'unità guidata da Lisbon per avere protezione a causa sua. Qui il mentalista mette in atto il suo piano e incastra il killer, filmato dalle telecamere della sua stessa casa. Stiles, potendo vantare conoscenze altolocate, chiede ad Hightower di risolvere una questione che metterebbe in cattiva luce il CBI a causa di Jane, ma il neo capo del CBI si rifiuta e Stiles ritira le sue pretese.

## Il clown dal naso rosso
- Titolo originale: 18-5-4
- Diretto da: Charles Beeson
- Scritto da: Leonard Dick e Ken Woodruff

### Trama
Un genio della matematica, Noah Kitt, entra in un parco. Un clown lo segue, gli spara e gli mozza l'indice destro ma, arrivati sulla scena del crimine, la squadra trova decine di clown nei pressi del parco. La squadra comincia a interrogare i parenti della vittima per passare a Tolman Bunting, gestore di un negozio che giocava delle partite di scacchi contro Kitt. Da adesso, Jane inizia una partita di scacchi contro Bunting. Il CBI viene chiamato da Daphne Kitt, moglie della vittima, poiché qualcuno si è introdotto in casa cercando una cassaforte nel pavimento. Cho e Rigsby vengono mandati a casa di Alec Moska, arrestato dai due perché stava tentando di fuggire. Moska e Kitt erano in affari: mentre il primo giocava d'azzardo, il secondo azzeccava per lui i pronostici guadagnando il 10% delle vincite di Moska. Ritornati da Bunting, Jane e Lisbon scoprono che gestisce una società di consulenza informatica che lavora per il miglior offerente. Bunting stava cercando di far creare a Kitt un dispositivo che potesse agire da "hacker universale", offrendogli $ 2.000.000: Kitt crea il dispositivo ma, invece di consegnarlo a Bunting, decide di tenerselo. Le altre persone che stavano lavorando al progetto di Bunting sono Axel Crom, che vive ad Amsterdam, e Oliver McDaniel, rinchiuso nell'istituto di igiene mentale Clark. Il consulente del CBI e Lisbon vanno a trovarlo e, poco dopo, McDaniel evade dall'istituto: Bunting spia la radio della polizia, raggiunge McDaniel, lo colpisce e scassina la cassetta in cui vi è il dispositivo ma non trovandolo. Inseguito dagli agenti del CBI, Bunting scappa e viene raggiunto e arrestato da Lisbon e da Cho. Anche McDaniel viene arrestato: interrogato da Cho, il ragazzo non rivela nulla ma in compenso Jane gli fa manomettere il dispositivo in modo che non funzioni. Bunting viene liberato e, ritornato al suo ufficio, è raggiunto nuovamente da Jane, che si porta con sé la moglie e il fratello di Kitt, oltre all'agente Lisbon. Qui, Bunting cerca di far funzionare il dispositivo che, come previsto, non funziona poiché disattivato. Mentre Bunting è distratto, la moglie di Kitt, sotto lo sguardo di Jane, fa ripartire il dispositivo e questo decodifica il codice facendo apparire la scritta "my wife killed me" ("mia moglie mi ha ucciso"), messa apposta da McDaniel su ordine di Jane. Portata al CBI, la donna confessa l'omicidio del marito. Con il consenso del fratello, Bunting otterrebbe il possesso del dispositivo a costo zero se Jane non l'avesse completamente distrutto. Infine, il mentalista termina l'incontro di scacchi battendo Bunting.

## Una vecchia fiamma... rossa
- Titolo originale: Red Letter
- Diretto da: John Showalter
- Scritto da: Eoghan Mahony

### Trama
San Desidera. Si sta svolgendo una conferenza mondiale sui diritti dell'uomo e l'ospite principale è Hector Brava, che gestisce un'associazione non-profit contro la tratta degli esseri umani. Brava viene invitato ad andare in un corridoio da una certa Carmen e, non vedendolo tornare, un assistente lo cerca e lo trova morto. Arrivata sulla scena del crimine, l'unità di Lisbon viene informata dallo sceriffo locale che Brava è stato ucciso con un estintore. Qui Jane incontra nuovamente Kristina Frye, la psicanalista spirituale già incontrata precedentemente in un altro caso. Viene interrogata la moglie di Brava e si scopre che Hector aveva subito diverse minacce di morte e che quindi aveva molti nemici. La moglie consiglia a Lisbon e Jane di parlare con Russell Bigelow, un ricercatore alle dipendenze di Brava. Bigelow viene interrogato negli uffici del CBI e qui svela che la Coalizione Mondiale Antitraffico, con a capo Christopher Lynch e che combatte il traffico di esseri umani è, in realtà, una facciata che copre gli affari dei trafficanti. Lynch porta il CBI verso Tariq Sharif, che aveva avuto una discussione con Brava riguardo a sua moglie: qui Lisbon e Jane trovano Sharif assieme alla sensitiva Frye. Contemporaneamente Cho e Rigbsy, che avevano intercettato una chiamata di Lynch, si recano in un posto sperduto dove scoprono diverse persone stipate dentro un camion: Lynch viene quindi arrestato e portato al CBI. Jane e la Frye vanno a parlare nuovamente con la moglie di Brava e, in seguito, il mentalista va a parlare con il barman di un locale assieme a Lisbon. Grazie al barista, si scopre che Bigelow sceglieva le ragazze per Brava e una certa Claret viene interrogata. Cho e Rigsby vanno nell'altro appartamento di Brava a Oakland. Van Pelt scopre che Carmen Reyes aveva chiamato Brava la sera prima che questi morisse. Van Pelt e Jane si recano in un motel per cercare Carmen Reyes, dove vengono raggiunti dalla Frye, mentre Cho e Rigsby vanno a cercare Sally Álvarez, una prostituta che lavorava sotto il nome di Carmen, ma la trovano morta nel suo appartamento. Van Pelt, Jane e Frye trovano la "vera" Carmen Reyes che dice di essere la figlia di Brava: viene quindi portata al CBI. L'unità di Lisbon e i maggiori sospettati si recano nella casa di Brava dove la Frye inizia una seduta spiritica che Jane voleva manipolare: con l'aiuto della Frye, il consulente del CBI pilota la seduta spiritica e riesce a incastrare il killer.

## Risvegli in rosso
- Titolo originale: Red Sky in the Morning
- Diretto da: Chris Long
- Scritto da: Bruno Heller

### Trama
Jane e Kristina Frye s'incontrano per un appuntamento in un ristorante italiano di Sacramento. Da un cameriere, si scopre che l'"urlo di guerra" della squadra universitaria di football americano dell'Alabama è forza marea, poiché loro sono noti come "la marea rossa". Nel frattempo, negli uffici del CBI, Van Pelt riceve un messaggio d'allerta che contiene un video allegato: nel video viene mostrato qualcuno che entra illegalmente in un'abitazione e sta per uccidere una ragazza, Marley Sparrow. Al ristorante, Jane sta raccontando alla Frye di quando è stato incarcerato e di come è evaso dalla prigionia. Il consulente viene contattato da Van Pelt poiché il video dell'omicidio che lei e Rigsby stavano visionando sembra essere opera di John il Rosso. La Frye si reca al CBI con Jane, ma quest'ultimo si rifiuta di lavorare assieme a lei in un caso riguardante John. La squadra è diretta alla casa di Marley Sparrow, a Oakland, dove viene rinvenuto il cadavere della donna. Sulla scena del crimine, si presenta il tecnico della scientifica del CBI Brett Partridge, che ha un piccolo battibecco con Jane. In seguito, Lisbon e il consulente si recano a Orinda per interrogare i ragazzi che hanno trovato il cadavere all'Università Pacific Heights. Le indagini si concentrano su Grady Shipp, un poliziotto di San Francisco che aveva una relazione con la vittima. Parlando con la professoressa della Sparrow, si scopre che la ragazza aveva frequentato un corso di criminologia nel semestre precedente e che John il Rosso era stato menzionato molte volte in classe. Lisbon chiede una lista degli studenti della classe e si raduna assieme a Cho, Rigsby e Jane in un bar. Facendo delle ricerche su Shipp, Cho e Rigsby scoprono che è una falsa identità e che un Grady Shipp era stato un cannibale, arrestato e giustiziato. Jane, che conosce a memoria quasi tutti i nomi della prigione in cui era stato rinchiuso Orville Tanner, il primo collaboratore e amico di John , ricorda in Grady Shipp il nome di un criminale che era stato rinchiuso nella stessa ala di Tanner. Subito dopo, Jane alza gli occhi verso la televisione del bar e vede che la Frye sta parlando in televisione di John il Rosso: il mentalista intuisce il pericolo e va a cercare la Frye, convocata da Hightower al CBI. Negli uffici del quartier generale, la Hightower e Jane cercano di spiegare alla Frye che John la troverà e la ucciderà, ma la Frye è sicura che il serial killer non la toccherà, ritenendo che ha differenza di Jane che lo aveva provocato, lei cerca di perdonarlo dei suoi crimini. Cho e Rigsby vanno a controllare un'abitazione ad Alta Loma, Orinda: entrati, trovano le pareti imbrattate dal simbolo di John, fatte con sangue di maiale; a un certo punto i due agenti vengono attaccati da un individuo che riesce a fuggire in moto, portandosi una telecamera. I due vengono quindi indirizzati da Jane al film club del campus: confrontando la lista degli studenti del corso di criminologia e la lista degli studenti del film club, l'unico nome ad apparire in entrambe le liste è quello di Wesley Blankfein. Mentre Jane e Lisbon svolgono il loro primo turno per proteggere la Frye, un agente dell'FBI contatta Lisbon per avvertirla che John ha ucciso l'intervistatrice della Frye: solo adesso la sensitiva si convince che Jane aveva ragione e che lei stessa sta per essere raggiunta e uccisa da John. Il mentalista e Lisbon vanno a vedere la scena del crimine sul Lago Tahoe, in Nevada e Jane si accerta che l'assassinio sia opera del serial killer. Ritornata al CBI, Lisbon viene informata da Cho e da Rigsby che la madre di Blankfein ha un'auto nera come quella del ragazzo della Sparrow e che vive a Franklin Heights. Dopo essere arrivati nella casa dei Blankfein, Cho e Rigsby scoprono da una vicina che i Blankfein se ne sono andati lasciando solo dei gatti e un sacrario, pieno di foto di Blankfein e la vittima che viene portato negli uffici del CBI. Su consiglio di Lisbon, Jane chiama la Frye ma trova Van Pelt che, cercando la donna e scopre che è riuscita a eludere la sicurezza dei poliziotti e a scappare. La ricerca della Frye è affidata a un'altra unità, quindi la squadra di Lisbon si concentra a trovare l'abitazione di Blankfein, ossessionato da John. Andando contro gli ordini di Lisbon e di Hightower, Jane si reca a Salinger Mill, riuscendo a trovare la casa di Blankfein (dopo aver riconosciuto le foto del ragazzo): entrato nell'appartamento viene colpito alla testa e legato a una sedia da Blankfein, svegliatosi, Jane si ritrova di fronte il sospettato: quando quest'ultimo chiede se può "rifare la scena" a qualcuno dietro Jane, il mentalista capisce che Ruth e Dylan (due altri studenti della Sparrow e membri del club di cinema) hanno rapito la madre di Blankfein e che gli stanno facendo recitare la parte di Grady Shipp in un film dove dovrebbero uccidere Jane. Ruth confessa l'omicidio della Sparrow, per gelosia, rivelandosi come un copycat di John il Rosso: Jane prova a convincere Blankfein a non ucciderlo, ma non ci riesce e, proprio mentre sta per pugnalarlo, qualcuno uccide con un silenziatore Dylan poi colpisce alla pancia Ruth, ferendo al ginocchio Blankfein. L'uomo si avvicina a Ruth e la uccide accoltellandola: in realtà, è John il Rosso. Dopo aver parlato con Jane, John recita la prima strofa della poesia The Tyger di William Blake e gli manda un ultimo messaggio da parte della Frye che John ha rapito e le ultime parole del killer a Jane sono "forza marea" quindi se ne va lasciandolo in vita. Due giorni dopo, il consulente, ritornato negli uffici di Sacramento, continua a sostenere che John non abbia detto nulla e ritorna quindi a casa, dove dorme ancora sopra un materasso nella stanza, svuotata, dove John ha ucciso la sua famiglia anni prima.